# ジョー・キニアー
ジョセフ・パトリック・キニアー（Joseph Patrick Kinnear, 1946年12月27日 - 2024年4月7日）は、アイルランド・ダブリン出身の元サッカー選手、サッカー指導者。ポジションはDF。

## 現役時代

### トッテナム時代
1965年にビル・ニコルソン率いるトッテナム・ホットスパーFCに加入。1966年4月にデビューを果たす。1966-67シーズンにリーグ20試合に出場、FAカップ優勝に貢献する。以降右サイドバックのレギュラーに定着。1971年、1973年のリーグカップ優勝、1972年のUEFAカップ初代王者に貢献した。
10年に渡りトッテナムでプレー、左サイドバックのシリル・ノウルズと共に印象的なサイドバックコンビを形成した。

### その後
ブライトン・アンド・ホーヴ・アルビオンFCに所属していた1976年に30歳の若さで現役を引退した。

### アイルランド代表
1967年よりアイルランド代表に招集され、1975年までの間に26試合に出場した。

## 監督時代

### アジアでの監督時代
1983年にトッテナム・ホットスパーFC時代のチームメイトであるデイヴ・マッケイが指揮するアル・シャバーブでアシスタントコーチとして指導者の道を歩む。
その後サッカーインド代表、サッカーネパール代表を指揮したのち、ドンカスター・ローヴァーズFCでマッケイのアシスタントに復帰した。マッケイが辞任した後には暫定監督に就任した。

### ウィンブルドン時代
1992年にピーター・ウィズの後任としてウィンブルドンFCの監督に就任した。1993-94シーズンにはウィンブルドンをプレミアリーグ6位に導き、LMA年間最優秀監督賞に輝く。また、このシーズンだけでプレミアリーグ月間最優秀監督に3度選ばれた。
1996年にはジャッキー・チャールトンの後任としてサッカーアイルランド代表の監督へ就任するチャンスを得たが、ウィンブルドンに残留した。1996-97シーズンはFAカップとリーグカップの両方でベスト4に導いた。また、このシーズンの9月には2年ぶりに月間最優秀監督に選ばれた。
1999年3月に心臓発作を起こすまで監督を務め、シーズン終了後の6月に正式にウィンブルドンの監督を退任した。ウィンブルドンがプレミアリーグに所属した8シーズンのうち7シーズンが自身が指揮した期間だった。
翌1990-2000シーズン、キニアーを失ったウィンブルドンは2部降格、2004年にクラブは消滅する結末を辿った。

### ルートン時代
ウィンブルドンの監督を退任後、レスター・シティFCやシェフィールド・ウェンズデイFCの監督への就任が噂されたが、実現はしなかった。2000-01シーズンにオックスフォード・ユナイテッドFCのフットボールディレクターを短期間務めた後、2001年にルートン・タウンFCの監督に就任した。
2001-02シーズンはチームの4部リーグ2位、昨シーズン降格したチームを1年での3部復帰へと導いた。翌2002-03シーズンは2部昇格を目指したが、9位に終わり、シーズン終了後に解任された。

### ノッティンガム時代
2004年2月に2部所属のノッティンガム・フォレストFCの監督に就任。2003-04シーズン、残留を争っていたチームを14位まで引き上げることに成功した。翌2004-05シーズンはプレミアリーグ昇格の期待がかかっていたが、開幕から低調なスタートを切り、2004年12月に監督を辞任した。その後ノッティンガムは3部に降格した。

### ニューカッスル時代
ノッティンガムの監督を辞任して以降4年間どこの監督にも就かずにいたが、2008年9月、ケビン・キーガンが解任されたニューカッスル・ユナイテッドFCの暫定的な監督に就任した。プレミアリーグのチームの指揮はおよそ10年ぶりのことだった。
指揮後のエヴァートンFC、マンチェスター・シティFCとの試合では引き分けに終わったが、ウェスト・ブロムウィッチ・アルビオンFCとの一戦では刑務所帰りのジョーイ・バートンのゴールで勝利。当時リーグ5位のアストン・ヴィラFCにも勝利し、降格圏から脱出に導いた。11月28日に2008-09シーズンの終わりまでの契約で正式に監督に就任した。
2009年2月、体調不良で病院に運ばれると、以降の指揮はアシスタントコーチのクリス・ヒュートンが代行した。その後、入院して手術を受ける必要があったことから正式に監督を辞任。ニューカッスルの監督にはアラン・シアラーが就任した。
その後2013年6月から2014年2月まで、ニューカッスルのフットボールディレクターを務めた。
2024年4月7日の午後に死去。77歳没。

## タイトル

### 現役時代
トッテナム
- FAカップ:1966-67
- FAチャリティ・シールド:1967
- リーグカップ:1970-71,1972-73
- UEFAカップ:1971-72

### 監督時代
- LMA年間最優秀監督賞:1994
- プレミアリーグ月間最優秀監督:1993年9月,1994年3月,1994年4月,1996年9月